# 特尔德欧
特尔德欧（法語：Terre-de-Haut，法語發音：[tɛʁ də o]）是法国海外省瓜德罗普的一个市镇，领土涵盖同名海岛，属于巴斯特尔区。

## 地理
特尔德欧（15°52'1"N, 61°34'56"W）面积6 平方千米，位于法国海外省瓜德罗普。
由于特尔德欧领土为海洋中的一岛屿（外加几座小岛），故不与任何市镇接壤。
特尔德欧的时区为UTC−04:00（大西洋时区）。

## 行政
特尔德欧的邮政编码为97137，INSEE市镇编码为97131。

## 政治
特尔德欧所属的省级选区为三河镇县。

## 人口

1962-2008年间特尔德欧人口变化图示

特尔德欧于2022年1月1日时的人口数量为1479人。